# L'Annonciation (Botticelli, New York)
Pour les articles homonymes, voir Annonciation (homonymie) et L'Annonciation (Botticelli).
L’Annonciation de Sandro Botticelli est une peinture en  tempera sur panneau de 23,9 × 36,5 cm exécutée vers 1485, conservé au  Metropolitan Museum of Art de New York.

## Histoire
L'œuvre, qui se trouvait dans la collection Barberini à Rome jusqu'au XVIIIe siècle, fut acquise après la dispersion en 1905 par l'antiquaire Elia Volpi (it), qui la vendit à Oscar Huldschinsky de Berlin. Puis de la collection de Robert Lehman, elle aboutit au musée de New York.

## Thème
L'Annonciation est un thème particulièrement développé chez Botticelli comme en témoignent le nombre de tableaux et de variations qu'il en a fait. L’Annonciation est un épisode de la Bible racontant le moment où l'Ange Gabriel dit à Marie qu'elle va avoir un enfant en restant vierge, qui sera appelé Jésus de Nazareth.

## Description
Les éléments iconographiques de cette Annonciation (de petites dimensions, car destinée à une dévotion personnelle) sont tous présents : l'hortus conclusus de Marie, sa chambre et son lit, le livre, sa posture en surprise ; l'archange Gabriel arrivant dans la partie gauche de la composition tenant le lys ; la perspective ouverte vers le paysage et le jardin ici par deux fenêtres cintrées ; cette même perspective appuyée par le dallage sous les pieds de l'ange, traité différemment pour la Vierge en une trône en coin ; les pilastres et colonnes séparant les protagonistes, les rayons divins…

## Analyse
Comme quatre des sept Annonciations connues de Botticelli, celle-ci comporte un appareillage de colonnes s'interposant entre Gabriel et Marie, en symbolisation du Christ (Christus est columna).